# Produit mondial brut
Le produit mondial brut (PMB) équivaut à la somme de tous les produits intérieurs bruts des États de la planète. Il s'exprime en dollars américains.
Il est estimé à 79 280 milliards de dollars américains en 2017 par le Fonds monétaire international.
Selon le PNUE, le PMB a quasiment été multiplié par sept depuis 1950, atteignant 46 000 milliards USD en 2001, tandis que la population mondiale a plus que doublé, atteignant 6,2 milliards d’individus la même année.

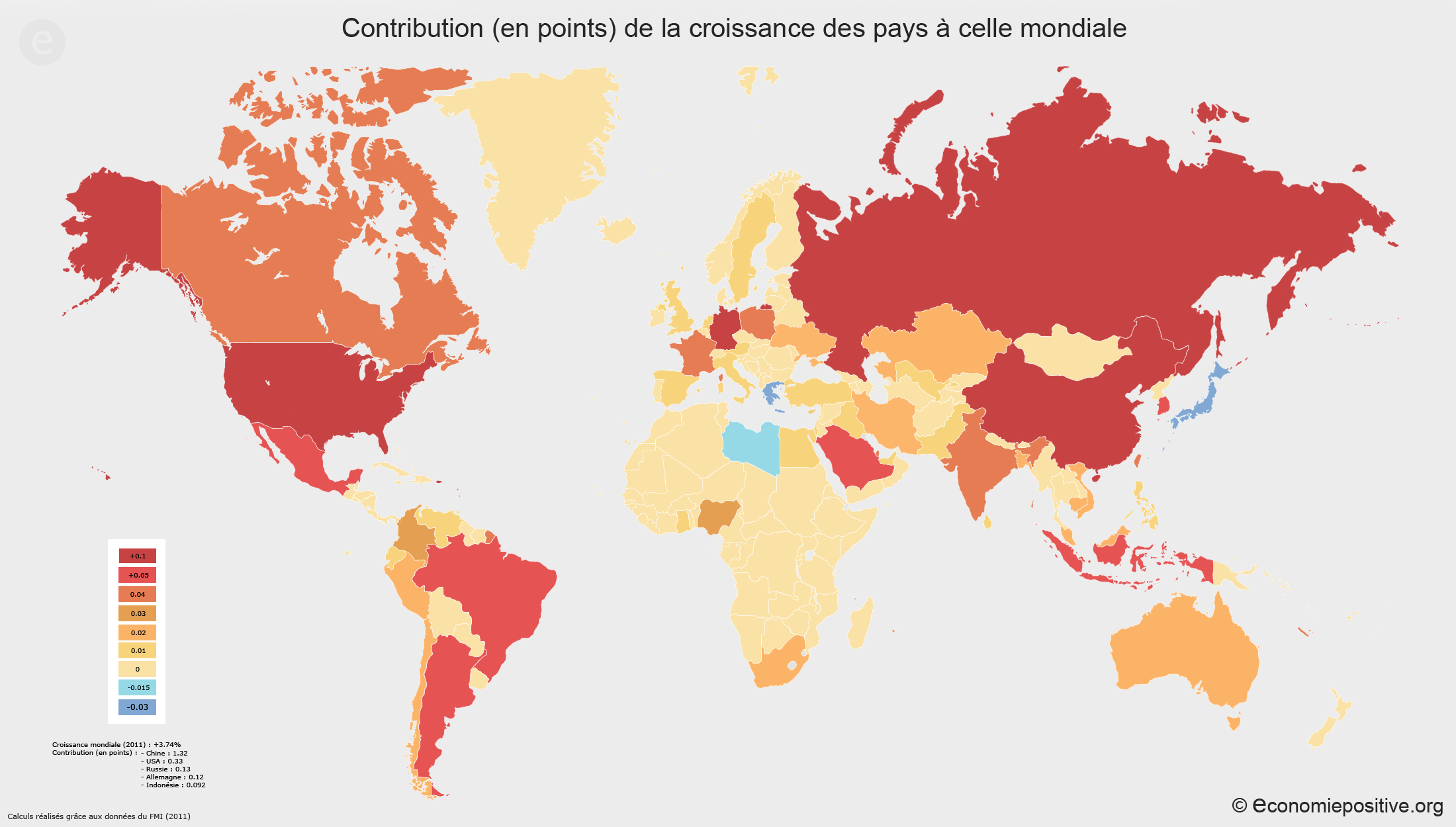
Contribution (en points) de la croissance des pays à celle mondiale (2011).

Selon la Banque mondiale, en 2004, les 500 premières sociétés privées transnationales de la planète contrôlaient 52 % du PMB.[réf. nécessaire]

## Le produit mondial brut au fil du temps.
| An                  | Produit mondial brut (en milliards de dollars 2000)[réf. nécessaire] |
| ------------------- | -------------------------------------------------------------------- |
| 1 000 000 av. J.-C. | 0,01                                                                 |
| 300 000 av. J.-C.   | 0,09                                                                 |
| 25 000 av. J.-C.    | 0,31                                                                 |
| 10 000 av. J.-C.    | 0,37                                                                 |
| 8000 av. J.-C.      | 0,43                                                                 |
| 5000 av. J.-C.      | 0,51                                                                 |
| 4000 av. J.-C.      | 0,77                                                                 |
| 3000 av. J.-C.      | 1,59                                                                 |
| 2000 av. J.-C.      | 3,02                                                                 |
| 1600 av. J.-C.      | 4,36                                                                 |
| 1000 av. J.-C.      | 6,35                                                                 |
| 800 av. J.-C.       | 9,72                                                                 |
| 500 av. J.-C.       | 13,72                                                                |
| 400 av. J.-C.       | 16,02                                                                |
| 200 av. J.-C.       | 17,00                                                                |
| 1                   | 18,50                                                                |
| 14                  | 17,50                                                                |
| 200                 | 18,54                                                                |
| 350                 | 17,93                                                                |
| 400                 | 18,44                                                                |
| 500                 | 19,92                                                                |
| 600                 | 20,86                                                                |
| 700                 | 23,44                                                                |
| 800                 | 25,23                                                                |
| 900                 | 31,68                                                                |
| 1000                | 35,31                                                                |
| 1100                | 39,60                                                                |
| 1200                | 37,44                                                                |
| 1250                | 35,58                                                                |
| 1300                | 32,09                                                                |
| 1340                | 40,50                                                                |
| 1400                | 44,92                                                                |
| 1500                | 58,67                                                                |
| 1600                | 77,01                                                                |
| 1650                | 81,74                                                                |
| 1700                | 99,80                                                                |
| 1750                | 128,51                                                               |
| 1800                | 175,24                                                               |
| 1850                | 359,90                                                               |
| 1875                | 568,08                                                               |
| 1900                | 1102,96                                                              |
| 1920                | 1733,67                                                              |
| 1925                | 2102,88                                                              |
| 1930                | 2253,81                                                              |
| 1940                | 3001,36                                                              |
| 1950                | 4081,81                                                              |
| 1955                | 5430,44                                                              |
| 1960                | 6855,25                                                              |
| 1965                | 9126,98                                                              |
| 1970                | 12137,94                                                             |
| 1975                | 15149,42                                                             |
| 1980                | 18818,46                                                             |
| 1985                | 22481,11                                                             |
| 1990                | 27539,57                                                             |
| 1995                | 33644,33                                                             |
| 2000                | 41016,69                                                             |
| 2005                | 43070                                                                |
| 2010                | 62220                                                                |
| 2014                | 77868                                                                |
| 2019                | 87752                                                                |

## Croissance mondiale
| An                    | 2006 | 2007 | 2008 | 2009 | 2010 |
| --------------------- | ---- | ---- | ---- | ---- | ---- |
| Monde                 | 5,1  | 5,2  | 3,0  | -1,1 | 3,9  |
| Économies avancées    | 3,0  | 2,7  | 0,6  | -3,4 | 1,3  |
| Zone euro             | 2,9  | 2,7  | 0,7  | -4,2 | 1,0  |
| États-Unis d'Amérique | 2,7  | 2,1  | 0,4  | -2,7 | 2,7  |
| Pays développés       | 7,9  | 8,3  | 6,0  | 1,7  | 5,1  |